# Luv (film, 1967)
Pour les articles homonymes, voir Luv.
Pour l’article ayant un titre homophone, voir Love.
Luv ou Luv : Est-ce l'amour ? (Luv) est un film américain réalisé par Clive Donner et sorti en 1967.

## Synopsis
Deux anciens amis perdus de vue depuis quinze ans se retrouvent sur un pont au moment où l'un des deux, désespéré, s'apprête à sauter. L'autre, qui a tout réussi, va tenter de lui redonner goût à la vie en lui présentant sa femme qui refuse de divorcer.

## Fiche technique
- Titre original : Luv
- Titre français : Luv (titre de référence)[2] ; Luv : Est-ce l'amour ? (titre belge)[3] ; Ma femme et nous (titre secondaire)
- Réalisation : Clive Donner
- Scénario : Elliott Baker d'après la pièce homonyme de Murray Schisgal
- Décors : Frank Tuttle et Albert Brenner
- Costumes : Donfeld
- Photographie : Ernest Laszlo
- Montage : Harold F. Kress
- Musique : Gerry Mulligan
- Production : Martin Manulis
- Société de production : Jalem Productions
- Société de distribution : Columbia Pictures
- Pays d'origine :  États-Unis
- Langue : anglais
- Format : Couleurs - 35 mm - 2,35:1 - son mono
- Genre : Comédie
- Durée : 93 minutes
- Dates de sortie : 
  - États-Unis : 28 juillet 1967
  - France : 27 février 1968[3]

## Distribution
- Jack Lemmon : Harry Berlin
- Peter Falk : Milt Manville
- Elaine May : Ellen Manville
- Nina Wayne : Linda
- Eddie Mayehoff : D.A. Goodhart
- Paul Hartman : Doyle
- Severn Darden : Vandergist
- Alan DeWitt : Dalrymple
- Harrison Ford : Hippy (non crédité)